# جربارة خضراء الأوراق
جربارة خضراء الأوراق (الاسم العلمي:Gerbera viridifolia) هي نوع من النباتات تتبع جنس الجربارة من الفصيلة النجمية.